# Televizní noviny (Československá televize)
Televizní noviny vysílané Československou televizí byly pravidelnou televizní večerní zpravodajskou relací téměř od počátků televizního vysílání v tehdejší ČSSR, konkrétně od 1. září 1958 (ČST začala vysílat 1. května roku 1953) až do roku 1990. Tato relace měla svoji předchůdkyni, která se vysílala od 1. října 1956 a jmenovala se TAZ - Televizní aktuality a zajímavosti. Současně s Televizními novinami vznikl i specializovaný sportovní zpravodajský pořad Branky, body, vteřiny (po určitou doby vysílaný pod názvem Branky, body, sekundy), který je v současnosti (2020) nejstarším vysílaným pořadem Československé resp. České televize.
Televizní noviny byly od svého počátku vysílány denně a v 60. letech k nim přibyla ještě pozdně-večerní krátká varianta, nazývaná též 2. vydání Televizních novin. V té se zpravidla opakovalo vysílání některých příspěvků z Televizních novin a přidávaly se nové většinou jen čtené stručné zprávy, především ze sportu.

## Televizní noviny jako politický nástroj
Televizní noviny se rychle staly mocným ideovým nástrojem vládnoucí Komunistické strany Československa a obsah zpráv podléhal extrémní cenzuře. V redakci mohli pracovat jen politicky nejspolehlivější lidé. Struktura celého vydání i způsob zpracování jednotlivých zpráv byla silně ovlivněn záměrem prezentovat budovaný socialismus v extrémně pozitivním světle bez jediné kritické informace či kritizovatelného prvku.

## Televizní noviny v roce 1968
Síla Televizních novin a televizního vysílání vůbec se ukázala během invaze vojsk Varšavské smlouvy v srpnu 1968. Televize informovala do posledního možného okamžiku o násilném vstupu cizích vojsk a i když byla armádou obsazena vysílací pracoviště, vysílaly se zprávy z improvizovaných studií zřízených v bytech či sklepích pomocí narychlo sestavených vysílacích zařízení, byť s dosahem jen v rámci Prahy. I přesto nasadila sovětská armáda na odhalení vysílačů hned několik vrtulníků a množství vojáků. Několika redaktorům a technikům se dařilo postupným střídáním míst vysílání udržet toto improvizované okupační zpravodajství po plných 7 dnů až do 28. srpna.

## Televizní noviny v roce 1989
Podobně tomu bylo i v období politických změn v roce 1989 (tzv. sametová revoluce), ve kterých sehrály Televizní noviny svoji roli. Zpočátku totiž sloužily jako osvědčený mocný mediálně-politický nástroj na zkreslování informací a předkládání "politicky správných" verzí informací o násilném potlačení studentského pochodu na Národní třídě v pátek 17. listopadu 1989. Od toho dne se ale jednak začaly psát nové dějiny Televizních novin a samy Televizní noviny začaly psát dějiny své země:
Když se během soboty 18. listopadu prostřednictvím vysílání zahraničního rozhlasu a televize (západoněmecké a rakouské TV vysílání, cílené rozhlasové vysílání stanic Svobodná Evropa a Hlas Ameriky v českém jazyce) mezi veřejností rozšířila zpráva nejen o masakru, ale i o údajné smrti jednoho ze zbitých studentů Martina Šmída, odvysílaly nedělní (19. listopadu) Televizní noviny rozhovory se dvěma studenty toho jména - jeden z rozhovorů byl ale černobílý (pravděpodobně byl student skutečně zbit) a jeho líčení podrobností bylo viditelně odstřiženo. Redaktoři Televizních novin navíc opakovaně zdůrazňovali např. to, že šlo o nepovolené shromáždění protisocialisticky smýšlejících živlů a provokatérů, kteří zneužili pietní akt studentů apod.
Většina obyvatelstva Československa neměla jinou možnost získat informace o skutečném dění v Praze (chystaná stávka studentů, později generální stávka všech pracujících, založení Občanského fóra, demonstrace na Václavském náměstí apod.) a to si uvědomovali i běžní pracovníci televize - především technické profese (kameramani, střihači, technici...), kteří mohli pracovat v televizi, aniž by museli být (na rozdíl od redaktorů) extrémně politicky prověřeni. Tito lidé se však v úterý 21. listopadu hromadně sešli v garážích přenosové techniky a dali vedení televize jasný signál: "pokud nebude po našem, televize bez nás přestane vysílat". Požadovali, aby Televizní noviny odvysílaly jejich petici mj. za okamžitý konec cenzury v Televizních novinách. Večerní vysílání bylo ale opět poznamenáno reportážemi zpracovanými podle nadiktovaného politického zájmu a sama petice byla sice odvysílána, ale naprosto překroucena.
Ve středu 22. listopadu se shromáždění techniků opakovalo, přidaly se další profese a hlavním bodem jednání bylo sestavení požadavků na zahájení živých přenosů z manifestací lidu na Václavském náměstí, okamžité ukončení cenzury Televizních novin a odchod konkrétních redaktorů a politických cenzorů z redakce. Alternativou pak byla generální stávka v Československé televizi. Vedení televize bylo donuceno požadavky částečně splnit a souhlasilo s živým přenosem z centra Prahy. V odpoledním vysílání pro mládež Studio Kontakt byl vyhrazen prostor pro několik živých vstupů. Jejich necenzurovaný obsah byl však natolik nepřijatelný, že poslední vstupy musely být předtočeny a schváleny. Přesto se na obrazovkách objevily tváře nejodvážnějších redaktorů tehdejší doby (Jiří Hrabovský apod.) a fakta, která již nebylo možné vzít zpět. To spustilo řetězec událostí, který již nebylo možné bez použití násilí zastavit. Mimopražští občané byli z obsahu živého vysílání šokováni a protože večerní Televizní noviny byly opět pod taktovkou cenzury, shromáždil se u budovy televize na Kavčích horách velký dav veřejnosti. Nejvyšší státní komunističtí funkcionáři se pokusili zvrátit situaci na svoji stranu a nechali celý areál Kavčích hor obsadit Pohotovostním plukem SNB.
Čtvrteční radikální postoj drtivé většiny zaměstnanců ČST, kteří se opět sešli i přes hrozící fyzický zásah VB, armády i příslušníků Lidových milicí rozmístěných v areálu, opět donutil vedení televize k ústupkům. Tento den byl zlomovým okamžikem, neboť vedení televize i klíčoví funkcionáři Komunistické strany Československa souhlasili s odvoláním ozbrojených jednotek z Kavčích hor a navíc souhlasili s odvysíláním několika necenzurovaných zpráv v Televizních novinách. Českoslovenští občané tak mohli vidět například komunistického funkcionáře (vedoucího tajemníka pražské organizace KSČ a šéfa pražských Lidových milicí) Miroslava Štěpána, jak se snaží promlouvat ke shromážděným pracovníkům v pražském závodě ČKD a ti jej vypískají.
V pátek 24. listopadu zazněla v Televizních novinách mj. i informace o tom, že se Generální tajemník Ústředního výboru Komunistické strany Československa Milouš Jakeš (tehdy ještě stále vystupující pod politickým pseudonymem Miloš Jakeš) rozhodl na tuto nejvyšší stranickou funkci rezignovat. V tento den byly Televizní noviny ještě z části připravovány tajně, neboť po odvolání ozbrojených bezpečnostních složek se v areálu Kavčích hor pohybovali pracovníci StB.
Teprve ve čtvrtek 30. listopadu, den po generální stávce většiny pracujících, oznámily Televizní noviny, že nejen redakce, ale celá televize, přestává být ideovým nástrojem jedné politické strany.

## Konec Televizních novin ČST
V květnu 1990 se ve snaze postupně změnit vše, co by mohlo připomínat předchozí politické období, rozhodlo vedení ČST změnit i název hlavní zpravodajské relace a vznikl Deník ČST. Pozdně večerní 2. vydání Televizních novin bylo obohaceno o větší podíl komentářových příspěvků a přejmenováno na Události, komentáře.